# Aleuromarginatus
Aleuromarginatus es un género de hemípteros de la familia Aleyrodidae. El género fue descrito científicamente primero por Corbett en 1935. La especie tipo es Aleuromarginatus tephrosiae.

## Especies
El género está compuesto por las siguientes especies:
- Aleuromarginatus bauhiniae (Corbett, 1935)
- Aleuromarginatus corbettiaformis Martin, 1985
- Aleuromarginatus dalbergiae Cohic, 1969
- Aleuromarginatus kallarensis David & Subramaniam, 1976
- Aleuromarginatus littoralis Martin, 1985
- Aleuromarginatus marginiquus Martin, 1999
- Aleuromarginatus millettiae Cohic, 1968
- Aleuromarginatus moundi Martin, 1999
- Aleuromarginatus nemciae Martin, 1999
- Aleuromarginatus nigrus Martin, 1999
- Aleuromarginatus serdangensis Takahashi, 1955
- Aleuromarginatus shihmenensis Ko in Ko, Hsu & Wu, 1995
- Aleuromarginatus tephrosiae Corbett, 1935
- Aleuromarginatus thirumurthiensis David, 1988